# リー＝アン・ミラー
リー＝アン・ミラー（英語: Lea Ann Miller, 1961年1月22日 - ）は、アメリカ合衆国ミズーリ州カークウッド出身の女性フィギュアスケート選手（ペア）で、現在はフィギュアスケート振付師。ペア時代のパートナーはウィリアム・フーバー。

## 経歴
1981、1983、1984年のアメリカペアシルバーメダリスト。また、1984年のサラエボオリンピックの成績は10位。
アマチュア引退後はスターズ・オン・アイスやジェーン・トービル、クリストファー・ディーンのワールドツアーに参加した。
現在は、アメリカでフィギュアスケート振付師として活動している。

## 主な戦績
| 大会/年          | 1980–81 | 1981–82 | 1982–83 | 1983–84 |
| ---------------- | ------- | ------- | ------- | ------- |
| 冬季オリンピック |         |         |         | 10      |
| 世界選手権       | 10      | 8       | 7       | 10      |
| スケートアメリカ |         | 4       | 2       |         |
| 全米選手権       | 2       | 3       | 2       | 2       |

ウィリアム・フーバーとのペア